# Pterolophia canescens
Pterolophia canescens är en skalbaggsart som beskrevs av Stefan von Breuning 1939. Pterolophia canescens ingår i släktet Pterolophia och familjen långhorningar. Inga underarter finns listade i Catalogue of Life.